# San Fermín-Orcasur metróállomás
San Fermín-Orcasur metróállomás Spanyolország fővárosában, Madridban.

## Metróvonalak
Az állomást az alábbi metróvonalak érintik:
- 3-as metróvonal

## Kapcsolódó állomások
A metróállomáshoz az alábbi állomások vannak a legközelebb:
- Hospital 12 de Octubre (Moncloa, 3-as metróvonal)
- Ciudad de los Ángeles (Villaverde Alto, 3-as metróvonal)